# Cúp bóng đá quốc tế Ngoại hạng Anh
 Cúp bóng đá quốc tế Ngoại hạng Anh  là giải Hiệp hội bóng đá Anh tổ chức các cầu thủ ở độ tuổi U23 trong khu vực châu Âu. Giải đấu được lập ra để tạo cơ hội cho các cầu thủ Anh được cọ xát với các cầu thủ châu Âu khác cùng độ tuổi trong cúng một giải đấu. Giải đấu được xem là một phần của Giải bóng đá Ngoại hạng Anh.

## Chung kết
| Mùa giải | Nhà vô địch     | Kết quả | Á Quân     | Thua bán kết                   | Địa điểm tổ chức Chung kết        |
| -------- | --------------- | ------- | ---------- | ------------------------------ | --------------------------------- |
| 2014–15  | Manchester City | 1–0     | Porto      | Leicester City and Fulham      | Academy Stadium, Manchester       |
| 2015–16  | Villarreal      | 4–2     | PSV        | Chelsea and Porto              | The Den, South Bermondsey         |
| 2016–17  | Porto           | 5–0     | Sunderland | Swansea City và Norwich City   | Sân vận động ánh sáng, Sunderland |
| 2017–18  | Porto           | 1–0     | Arsenal    | Villarreal và Newcastle United | Sân vận động Emirates, Luân Đôn   |